# Hana Bartková
Hana Bartková (29. května 1960, Prostějov) je česká středoškolská pedagožka a regionální historička, věnující se především dějinám Prostějova.

## Životopis
Vystudovala český jazyk a historii na Filozofické fakultě Univerzity Palackého v Olomouci. Poté pracovala jako středoškolská učitelka v Prostějově a ve Zlíně. Ve svém výzkumu se věnuje historii Prostějova, Kralic na Hané a regionálním osobnostem.
Je členkou spolku Hanácký Jeruzalém.

## Ocenění
- Cena města Prostějova (2010)[3]

## Zajímavosti
Je čestnou členkou Spolku za staré Vrahovice.

## Dílo

### Knihy (výběr)
- Prostějov. Vydání první. Praha 2007. Zmizelá Morava. ISBN 978-80-7185-854-6.
- Kralice na Hané v obrazech. Kralice na Hané 2010. ISBN 978-80-87332-16-0.
- Vranovice-Kelčice: historie a současnost. Vranovice-Kelčice 2012. ISBN 978-80-260-2391-3.
- Sbor dobrovolných hasičů Určice 1888-2013. Určice 2013. ISBN 978-80-260-4227-3.

### Články (výběr)
- Sto let budovy školy v Kralicích na Hané - historie a okolnosti její stavby. Střední Morava, 2012, 18(34), s. 107–119. ISSN 1211-7889. ISBN 978-80-85807-55-4.
- Rostislav Czmero (1926-2002), novinář, publicista a vlastivědný spisovatel. Střední Morava, 2012, 18(33), s. 114–121. ISSN 1211-7889. ISBN 978-80-85807-52-3.
- Zemřel šlechtitel a milovník historie Jan Lužný. Střední Morava, 2013, 19(35), s. 155–156. ISSN 1211-7889. ISBN 978-80-85807-58-5.
- Spolek za staré Vrahovice si připomněl deset let své činnosti. Střední Morava, 2014, 20(37), s. 148. ISSN 1211-7889.
- Bohumil Venclík devadesátiletý. Střední Morava, 2014, 20(37), s. 145–147. ISSN 1211-7889.
- Významné kulturní osobnosti Prostějova. Střední Morava, 2015, 21(39), s. 126–132. ISSN 1211-7889.